# Рейкань
Рейкань, Рейкані (рум. Răicani) — село у повіті Алба в Румунії. Входить до складу комуни Галда-де-Жос.
Село розташоване на відстані 287 км на північний захід від Бухареста, 22 км на північ від Алба-Юлії, 57 км на південь від Клуж-Напоки.

## Населення
За даними перепису населення 2002 року у селі проживала 31 особа, усі — румуни. Усі жителі села рідною мовою назвали румунську.